# Honda CB1
La Honda CB1 125, es una motocicleta de baja cilindrada desarrollada y fabricada por Honda Motors.
El nombre comercial de la motocicleta (CB1) no coincide con el nombre real de fabricación que es CGX 125 SH, de hecho, este último aparece en una etiqueta bajo el asiento de la CB1 y también es el nombre que aparece en el manual del usuario. Vale aclarar que la CB-1 (CB guion 1) es otra motocicleta Honda pero de 400 cc que ya no se produce. El modelo CGX 125 SH (CB1) se orienta a uso de trabajo en ciudad con un mantenimiento sencillo. Hereda un diseño clásico junto con un rendimiento ágil, confiable y económico. El vehículo presenta características similares al CG-125 Fan y a la SDH 125 Storm, de la misma firma.
Desde 2015 se vende una versión versión Sport de la CB1 que se diferencia mucho de la línea clásica de los modelos de 2013 y 2014.
Se comercializa en tres colores: negro, rojo y azul.
En algunos países como Argentina y Chile se comercializó una versión llamada cb 1 tuf, con característica más relacionadas al camino rural, cómo guardabarros alto y cubre puños.

## Características técnicas

### Motor
- Cilindrada: 124.8 cc
- Diámetro por carrera: 52,4 × 57,9 mm
- Tipo de motor: 4T OHC
- Cilindros: 1
- Rel. compresión: 9,0:1
- Alimentación: carburador
- Potencia máxima: 10 hp o 6.3 kW/7.000/min-1
- Refrigeración: aire
- Encendido: CDI (ignición por descarga capacitiva) - DC-CDI (capacitor de inducción)
- Arranque: a patada
- Activación del embrague: mecánico, por cable
- Velocidad máxima: 115 km/h
- Consumo de combustible en ruta: 45 km con 1 L
- Consumo de combustible en ciudad: 36 km con 1 L

### Transmisión
- Caja de cambios: Perfect Sync, 4 velocidades
- Tracción: cadena

### Datos Generales
- Longitud: 2050 mm
- Distancia entre ejes: 1310 mm
- Anchura: 1073 mm
- Altura asiento: 751 mm
- Peso en vacío: 111 kg
- Capacidad de carga: 150 kg
- Capacidad depósito: 10 L (incluidos 2 L de reserva)

### Estructura de la moto
- Tipo de Chasis: diamante
- Suspensión delantera: horquilla telescópica 116 mm
- Suspensión trasera: brazo oscilante de doble amortiguador 80 mm
- Freno delantero: tambor 130 mm
- Freno trasero: tambor 130 mm
- Neumático delantero: 80/100 - 18 47P
- Neumático trasero: 90/90 - 18 51P
- Tipo de Llanta: acero con rayos

### Equipamiento
- Velocímetro
- Llave de encendido con traba manubrio

### Otros
- Sistema antipolución que cumple con el estándar de emisiones de la Norma EPA 2012 / Euro 1